# Exoncotis increpans
Exoncotis increpans är en fjärilsart som beskrevs av Edward Meyrick 1919. Exoncotis increpans ingår i släktet Exoncotis och familjen Acrolophidae. Inga underarter finns listade i Catalogue of Life.